# 稲葉大和
稲葉 大和（いなば やまと、1943年11月12日 - ）は、日本の政治家。元衆議院議員（5期）。

## 概要
東京都神田区（現在の千代田区）生まれ。駒場東邦高校を経て、1966年、中央大学法学部を卒業し、父・稲葉修衆院議員秘書となる。その後、木部佳昭建設大臣秘書を経て、1990年に旧新潟2区から父の地盤を継いで第39回衆議院議員総選挙に立候補するも落選。
渡辺美智雄の秘書を務めた後、1993年に再び第40回衆議院議員総選挙に立候補して初当選（当選同期に安倍晋三・野田佳彦・高市早苗・岸田文雄・塩崎恭久・石井啓一・茂木敏充・田中眞紀子・熊代昭彦・横内正明・野田聖子・浜田靖一・山岡賢次など）。渡辺派に属す。以後、連続5期当選。科学技術政務次官、文部科学副大臣などを歴任。
1997年、佐藤孝行の入閣問題で、佐藤の入閣を強く後押しした派閥オーナーの中曽根康弘らを批判し、所属する旧渡辺派を脱会した。ちなみに、父・修はロッキード事件で佐藤逮捕時に三木内閣の法務大臣を務めていた。1998年、旧渡辺派の流れを汲む山崎派結成に参加。2000年の加藤の乱で、森内閣不信任決議に対して山崎派が欠席する方針を示した際、現職閣僚で身動きの取れなかった保岡興治を除き、山崎派で唯一本会議に出席して森内閣に信任票を投じた。
2005年9月11日の第44回衆議院議員総選挙新潟3区で5選を果たした。
2009年8月30日の第45回衆議院議員総選挙で民主党の黒岩宇洋に敗れ、比例復活もならず落選した。
2014年4月の春の叙勲で旭日重光章を受章する。

## 所属していた主な団体・議員連盟
- 日本会議国会議員懇談会
- 日本教職員組合問題究明議員連盟
- 日本人妻等自由往来促進議員連盟（会長）

## 選挙歴
| 当落 | 選挙                   | 執行日         | 年齢 | 選挙区    | 政党       | 得票数     | 得票率 | 定数 | 得票順位 /候補者数 | 政党内比例順位 /政党当選者数 |
| ---- | ---------------------- | -------------- | ---- | --------- | ---------- | ---------- | ------ | ---- | ------------------ | ---------------------------- |
| 落   | 第39回衆議院議員総選挙 | 1990年02月18日 | 46   | 旧新潟2区 | 自由民主党 | 5万151票   | 14.6%  | 3    | 4/7                | /                            |
| 当   | 第40回衆議院議員総選挙 | 1993年07月18日 | 49   | 旧新潟2区 | 自由民主党 | 6万5281票  | 19.8%  | 3    | 3/6                | /                            |
| 当   | 第41回衆議院議員総選挙 | 1996年10月20日 | 52   | 新潟3区   | 自由民主党 | 7万9635票  | 36.03% | 1    | 1/4                | /                            |
| 当   | 第42回衆議院議員総選挙 | 2000年06月25日 | 56   | 新潟3区   | 自由民主党 | 11万1819票 | 51.15% | 1    | 1/4                | /                            |
| 当   | 第43回衆議院議員総選挙 | 2003年11月09日 | 59   | 新潟3区   | 自由民主党 | 10万8627票 | 55.91% | 1    | 1/3                | /                            |
| 当   | 第44回衆議院議員総選挙 | 2005年09月11日 | 61   | 新潟3区   | 自由民主党 | 11万1695票 | 50.14% | 1    | 1/4                | /                            |
| 落   | 第45回衆議院議員総選挙 | 2009年08月30日 | 65   | 新潟3区   | 自由民主党 | 7万7058票  | 32.83% | 1    | 2/3                | /                            |